# ビッグウエーブ (パチスロ)
ビッグウエーブ（BIG WAVE）とは、1998年に山佐から発売されたパチスロ機である。

## 特徴
- ボーナス確率はビッグボーナスが全設定240.9分の1となっている。レギュラーボーナスは431.2分の1から240.9分の1と設定によって2倍近い差がある[1]。
- 高いボーナス確率の代償としてコイン持ちは悪い。また、JACの払い出しが14枚[2]となっている。
- 設定6の機械割がフル攻略で約108％[3]と、（解析数値が公表された機種としては）4.5号機に移行するまでの歴代山佐機種上、最も低い。
- 山佐らしくリーチ目も充実している[4]。
- この機種の最大の特徴として0枚役の「イカ」が揃うと「イカチェック」というボーナスチェックが行われる。パチンコの羽根モノのようなチャッカー入賞→Vゾーン入賞といった大当たりまでのプロセスをパチスロに持ち込むことが出来ないか、という考えのもとに生まれた機能である[5]。

12連LEDが1から順に光っていき、10以上で停止すればボーナス確定。最後の12まで到達すればビッグボーナスが確定する。逆に9以下の場合は不成立が確定。
ボーナス成立後はイカが揃いやすくなるため、イカが揃うとチャンスである。光り方も一旦戻ったりするパターンもあり、中には10が点灯したのに戻って結局9以下ということもある。
また、ビッグボーナス確定の光り方が4種類ある。
- 左リールには3連イカが存在するが、それが止まってもチャンスというだけでボーナス確定ではない[7]。3連0枚役はこの機種が最初である。
- 左リールにはチェリーが2連で設置してある。唯一取りこぼす小役であるが抽選確率が低いため、通常時は特に目押しの必要はない。
- この機種より筐体が新しいものとなった。
- 2006年に発売されたダブルバー・ビッグウェーブとは名前が似ているものの関連性は全く無い（海一番Rの後続機）。

## ボーナス確率・機械割
| 設定 | BIG       | REG       | 機械割 |
| ---- | --------- | --------- | ------ |
| 1    | 1/240.941 | 1/431.157 | 94.2%  |
| 2    | 1/240.941 | 1/372.363 | 96.4%  |
| 3    | 1/240.941 | 1/327.68  | 98.4%  |
| 4    | 1/240.941 | 1/292.571 | 100.5% |
| 5    | 1/240.941 | 1/264.258 | 102.4% |
| 6    | 1/240.941 | 1/240.941 | 104.2% |

※  機械割はメーカー発表のもの